# سنترال (تنسی)
سنترال(به انگلیسی: Central) شهری در ایالت تنسی کشور ایالات متحده آمریکا است که جمعیت آن در سرشماری سال ۲۰۱۰ میلادی، ۲٬۲۷۹ نفر بوده‌است.